# Теніс на літніх Олімпійських іграх 1992
Змагання з тенісу у програмі літніх Олімпійських ігор 1992 пройшли на кортах комплексу Тенніс де ла Валь д'Еброн у Барселоні у липні-серпні 1992 року. Змагання проводилися під егідою МОК та Міжнародної тенісної федерації (ITF) і входили до турів ATP та WTA.
Матчі за третє місце не проводили. Вручали дві (дві пари) бронзові медалі.

## Підсумки

### Таблиця медалей
| Місце  | Країна                  | Золото | Срібло | Бронза | Загалом |
| ------ | ----------------------- | ------ | ------ | ------ | ------- |
| 1      | США (USA)               | 2      | 0      | 1      | 3       |
| 2      | Німеччина (GER)         | 1      | 1      | 0      | 2       |
| 3      | Швейцарія (SUI)         | 1      | 0      | 0      | 1       |
| 4      | Іспанія (ESP)           | 0      | 2      | 1      | 3       |
| 5      | ПАР (RSA)               | 0      | 1      | 0      | 1       |
| 6      | Хорватія (CRO)          | 0      | 0      | 2      | 2       |
| 6      | Об'єднана команда (EUN) | 0      | 0      | 2      | 2       |
| 8      | Аргентина (ARG)         | 0      | 0      | 1      | 1       |
| 8      | Австралія (AUS)         | 0      | 0      | 1      | 1       |
| Усього | Усього                  | 4      | 4      | 8      | 16      |

### Медалісти
| Дисципліна                 | Золото                                      | Срібло                                                       | Бронза                                           |
| -------------------------- | ------------------------------------------- | ------------------------------------------------------------ | ------------------------------------------------ |
| Чоловіки. Одиночний турнір | Марк Россе · Швейцарія                      | Хорді Арресе · Іспанія                                       | Горан Іванишевич · Хорватія                      |
| Чоловіки. Одиночний турнір | Марк Россе · Швейцарія                      | Хорді Арресе · Іспанія                                       | Андрій Черкасов · Об'єднана команда              |
| Чоловіки. Парний турнір    | Борис Бекер · Міхаель Штіх · Німеччина      | Вейн Феррейра · Піт Норвал · Південно-Африканська Республіка | Горан Іванишевич · Горан Прпич · Хорватія        |
| Чоловіки. Парний турнір    | Борис Бекер · Міхаель Штіх · Німеччина      | Вейн Феррейра · Піт Норвал · Південно-Африканська Республіка | Хав'єр Франа · Крістіан Мініуссі · Аргентина     |
| Жінки. Одиночний турнір    | Дженніфер Капріаті · США                    | Штеффі Граф · Німеччина                                      | Мері Джо Фернандес · США                         |
| Жінки. Одиночний турнір    | Дженніфер Капріаті · США                    | Штеффі Граф · Німеччина                                      | Аранча Санчес Вікаріо · Іспанія                  |
| Жінки. Парний турнір       | Джиджі Фернандес · Мері Джо Фернандес · США | Кончіта Мартінес · Аранча Санчес Вікаріо · Іспанія           | Лейла Месхі · Наташа Звєрєва · Об'єднана команда |
| Жінки. Парний турнір       | Джиджі Фернандес · Мері Джо Фернандес · США | Кончіта Мартінес · Аранча Санчес Вікаріо · Іспанія           | Ніколь Брадтке · Рейчел Макквіллан · Австралія   |